# Кайл XY
«Кайл XY» (англ. Kyle XY) — американский драматический телесериал, снятый в Ванкувере. Сюжет закручивается вокруг мальчика по имени Кайл в исполнении Мэтта Далласа, очнувшегося в лесу за Сиэтлом и страдающего от амнезии. Кайл пытается понять тайну своего происхождения, и то, почему у него нет никаких воспоминаний о детстве. Иногда его показывают с частично приподнятой рубашкой, показывая, что у него совершенно отсутствует пупок.
Телеканал ABC Family заказал 10 эпизодов для первого сезона и ещё 23 для второго, премьера которого состоялась летом 2007 года. На данный момент существует и 3 сезон продолжительностью 10 серий. Таким образом, всего показано 43 эпизода. В начале 2009 года канал собирался начать съёмки четвёртого сезона, однако осенью стало известно, что сериал официально закрыт.

## Сюжет
Фантастическая драма рассказывает о необычном мальчике, который появился из ниоткуда в американском городе Сиэтл — ему на вид 16 лет, однако он не умеет говорить, не может есть и пить, и у него отсутствует пупок, что говорит о том, что он не был рожден, как все обычные люди. Психолог Николь Трейгер берёт мальчика к себе домой и даёт ему имя Кайл. И чем дольше новоиспеченный член семьи живёт в своем новом доме, тем яснее окружающие понимают, что мальчик обладает способностями, кажущимися сверхъестественными. Его жизнь — школа, и учится он довольно быстро. Он прыгает с крыши, обладает огромной силой, за несколько часов запоминает весь объём школьных знаний, влюбляется в девушку из соседнего дома, Аманду Блум. Его никто не ищет, но за ним следят.

## В ролях

### Основной состав
- Кайл (Мэтт Даллас) — вундеркинд, чьи способности позволяют ему легко решать самые трудные задачи, но далеко не все жизненные проблемы. Живёт в семье Трейгеров, которая взяла его под опеку. Кайл на протяжении всего сериала старается узнать тайну своего происхождения. Внешне Кайл почти ничем не отличается от обычных подростков. У него отсутствует пупок.
- Джесси (Джейми Александер) — импульсивная девушка, желающая быть впереди всех, но очень ранимая. Мечтает обрести семью, но также боится снова кого-то потерять и быть брошенной. Она многого добилась, учась на ошибках, в то время как Кайлу помогала семья. Сначала жила с подставной сестрой, выполняя все приказы Мадакорп, потом — с родной матерью, которую убили, после случившегося — в семье Трейгеров. Обладает необычными способностями, как и Кайл.
- Лори Трейгер (Эйприл Мэтсон) — дочь Николь и Стивена Трейгер. Является типичной представительницей подросткового бунтарства, желающая быть самостоятельной.
- Николь Трейгер (Маргарит Макинтайр) — жена Стивена Трейгера. Психолог по профессии, но смешала личную жизнь с рабочей. Допустив такую ошибку, ничуть не жалеет, ведь именно она была первой, кто помог осознать Кайлу, что значит забота и душевное тепло, одним словом — семья.
- Стивен Трейгер (Брюс Томас[англ.]) — по профессии — лидер команды по созданию и настройке программного обеспечения. С радостью принял Кайла в свою семью и помог ему узнать о всех бытовых проблемах, как пустяковых, так и серьёзных.
- Джош Трейгер (Жан-Люк Билодо) — сын Николь и Стивена Трейгер. Джош любит «подкалывать» родных и друзей, внося частичку радости и смеха во время плохих дней. Постоянно попадает в неловкие ситуации, хотя всегда задаётся целью их избежать. Он проходит путь от хвастуна и задиры до серьёзного человека.
- Деклан Макдонат (Крис Оливеро) — первым узнаёт тайну Кайла и скрытие данного секрета послужило началу разрыва между Декланом и Лори, чем больше он узнавал и молчал, тем больше разрасталась трещина в отношениях, в итоге они расстались. Деклан обрёл настоящего друга, но ценой внимания любимой девушки.
- Аманда Блум (Кирстен Праут) — девушка, живущая по соседству с семейством Трейгеров. Аманда является возлюбленной Кайла, и ей пришлось многое испытать, перед тем как быть с ним вместе: упрёки строгой матери, предательская измена и другие неприятности. Перед ней стоит серьёзный выбор: надежды, возложенные на неё матерью, или любовь.

### Второстепенные персонажи
- Том Фосс (Николас Леа) — главный наставник Кайла после Адама Бэйлина. Антагонист первого сезона. Преследовал Кайла на своем грузовике, но все это время пытался помочь, о чём мы узнаем в конце первого сезона. Помогает Кайлу развивать его тело в темп развития мозга, тем самым избегая угрозы его физическому состоянию. У Тома когда-то была семья (в аварии погибли его жена и дочь). Их сбил пьяный водитель, которым был сам Фосс. До сих пор пытается пережить случившееся и решает посвятить всю свою жизнь защите Кайла.

Также в фильме снимались:
- Курт Макс Ранте — Джейсон Брин, детектив, занимается делом Кайла.
- Кори Монтейт — Чарли Таннер, лучший друг Деклана и бывший парень Аманды.
- Челан Симмонс — Хилари Шепард, лучшая подруга Лори.
- Терил Ротери — Кэрол Блум, мать Аманды.
- Сара-Джейн Редмонд — Ребека Тетчер, босс Сайруса Рейнольдса.
- Лиа Кэрнс — Эмили Холландер. работает на Мадакорп.
- Джей Эдди Пек — Адам Бейлин, именно по нему был клонирован Кайл.
- Конрад Коутс — Джулиан Балантайн, работает в Мадакорп.
- Мартин Камминс — Брайан Тейлор, близкий друг Адама.
- Эндрю Джексон — Сайрус Рейнольдс, директор по безопасности в Зизиксе.
- Элли Шиди — Сара Эмерсон, давняя подруга Адама. Именно по ней была клонирована Джесси.
- Билл Доу — Профессор Уилльям Керн, работал в Университете Вашингтона.
- Эйлин Педде — Анна Манфреди, работает в Университете штата Вашингтон, помогала Кайлу узнать о его связи с Адамом.
- Брендан Пенни — Уэс, парень, которого Лори встретила в Университете Вашингтона.
- Джош Цукерман — Марк Хюгран, ассистент отца Лори,Стивена. Вскоре парень Лори.
- Магда Апанович — Энди Дженсен, девушка Джоша.
- Джессика Лаундс — Ева
- Джесси Хатч — Нэйт Харрисон, студент, работает на «Лэтнок». Влюблен в Аманду.
- Кэрри Гензел и Кен Тремблетт — в конце 1 сезона представлены как биологические родители Кайла. Играли эту роль, чтобы помочь Кайлу.
- Эли Либерт — Джеки, студентка, учится в Университете Вашингтона, работает на «Лэтнок».
- Хэл Озсан — Майкл Кэссиди, директор «Лэтнок»

## Релиз

### Рейтинги
Сериал был самым популярным сериалом канала ABC Family с июня 2006 по июль 2008 года. Шоу потеряло свой рейтинг, когда стартовала премьера «Тайной жизни американского подростка», собравшая 2,8 миллионов зрителей. Согласно тому же пресс-релизу, «Кайл XY» получил домашнюю оценку 2,1 и набрал 2,6 миллионов зрителей. Повторение телесериала на канале ABC собрало более 5,2 миллионов зрителей. Некоторые новостные источники утверждают, что низкие рейтинги — одна из причин для отмены сериала.
Премьера третьего сезона была просмотрена по общим подсчетам 1,5 миллионами зрителей, что на 33 % ниже, чем во время премьеры второго сезона — сериал уступил большинству телешоу канала ABC Family. Вторую серию смотрели около 1,4 миллионов зрителей.

### Премии
| Год  | Награда                        | Категория                                                         | Номинант                                                                                        | Результат |
| ---- | ------------------------------ | ----------------------------------------------------------------- | ----------------------------------------------------------------------------------------------- | --------- |
| 2006 | Teen Choice Awards             | Летний сериал                                                     | «Кайл XY»                                                                                       | Номинация |
| 2007 | Teen Choice Awards             | Драматический сериал сериал                                       | «Кайл XY»                                                                                       | Номинация |
| 2007 | Teen Choice Awards             | Прорыв                                                            | Мэтт Даллас                                                                                     | Номинация |
| 2007 | Television Critics Association | Выдающееся достижение в области телевидения для детской аудитории | «Кайл XY»                                                                                       | Победа    |
| 2007 | Casting Society Of America     | Лучшая программа для детей                                        | Роберт Джей Ульрих, Эрик Доусон, Кэрол Критцер, Вэнди О’Брайан, КОрин Мэйерс и Эйк Брандстаттер | Номинация |
| 2007 | Saturn Award                   | Лучший актёр в телевизионной программе                            | Мэтт Даллас                                                                                     | Номинация |
| 2007 | Saturn Award                   | Лучший сериал в повторе/на кабельном ТВ                           | «Кайл XY»                                                                                       | Номинация |
| 2008 | Saturn Award                   | Лучший актёр на телевидении                                       | Мэтт Даллас                                                                                     | Номинация |
| 2008 | Saturn Award                   | Лучшая актриса второго плана на телевидении                       | Джейми Александер                                                                               | Номинация |
| 2008 | Saturn Award                   | Лучший сериал в повторе/на кабельном ТВ                           | «Кайл XY»                                                                                       | Номинация |
| 2008 | GLAAD Media Awards             | Выдающийся эпизод (сериал без LGBT-персонажа в основном составе)  | Эпизод 2x07 «Free To Be You & Me»                                                               | Номинация |

### Игра в альтернативной реальности
Кроме сериала, существует игра в альтернативной реальности под названием «Kyle XY», в которой участники помогают Кайлу узнать тайну его происхождения. Игра была остановлена после премьеры второго сезона, а веб-сайт вымышленной корпорации «Mada» был полностью закрыт.

### Закрытие
Показ премьеры состоялся 26 июня 2006 года на телеканале ABC Family. Сериал также транслировался по ABC (первый и части второго сезона), после чего его показывали только на ABC Family. После первоначального показа десяти серий, летом 2006 года в новостях сообщили о том, что 23 новых эпизода были заказаны для второго сезона, который начался 11 июня 2007. Тринадцатая серия второго сезона, «Прыжок веры» (англ. Leap Of Faith), была показана в понедельник, 3 сентября 2007 года; остальные 10 серий были переданы через четыре месяца, в январе. Сериал стартовал 3 сентября 2007 года в Великобритании, а 5 апреля первый сезон был передан во Франции на канале M6. 5 октября 2007 года TV Guide сообщил, что ABC Family возобновила съемки «Кайла XY» и запланировала третий сезон в 10 эпизодов, которые начали транслировать уже 12 января 2009 года.
31 января 2009 года канал ABC Family объявил, что четвёртого сезона не будет. Финальная серия была показана в понедельник, 16 марта 2009 года на ABC family, оставив несколько нерешённых драматических кульминаций. После последнего эпизода автор сериала Джули Плек рассказала о том, что было запланировано в течение дальнейших сезонов. Она также отметила, что третий сезон поступит на DVD и будет содержать «мини-буклет» с запланированным продолжением.

### Показ в России
В России этот сериал показывают на каналах ТНТ, Disney и AXN Sci-Fi в многоголосом переводе.
На ТНТ сериал изначально выходил только по воскресеньям, днем, а со 2 марта 2010 года стал выходить по будням. Затем сериал перестали показывать на телеканале ТНТ, прервав показ на седьмой серии второго сезона, но затем с 18 августа 2010 года возобновили показ по будням, начиная с первой серии.
На канале AXN Sci-Fi сериал шёл по вторникам. С 1 октября 2012 года транслируется на телеканале Disney по будням в 21:45.

## Продукция

### Выход на DVD
| Сезон                                       | Регион 1        | Регион 4       | Количество дисков                                               | Дополнения |
| ------------------------------------------- | --------------- | -------------- | --------------------------------------------------------------- | --- |
| The Complete First Season: Declassified     | 22 мая 2007     | 3 декабря 2008 | 10 эпизодов на 3-х дисках                                       | • Альтернативное начало • Расширенный финал • Короткометражка «Kyle XY Declassified» • Аудиокомментарии Мэтта Далласа, Эйприл Мэтсон и сценариста Джулии Плек                                                                                               |
| The Complete Second Season: Revelations     | 30 декабря 2008 | 11 марта 2009  | 23 эпизода на 6-ти дисках; 13 эпизодов на 4-х дисках (регион 4) | • Альтернативный финал • Удалённые сцены • Короткометражки «Livin' With The X’s» и «Facing The Future» (вторая только в 4-м регионе) • Аудиокомментарии актёров, сценаристов и продюсеров • Короткометражка «The Science Of Kyle XY» (только в 1-м регионе) |
| The Complete Second Season: Full Disclosure | TBA             | 4 ноября 2009  | 10 эпизодов на 3-х дисках                                       | • Аудиокомментарии • Удалённые сцены • Короткометражка «The Science Of Kyle XY» |
| The Complete Third Season: Final Season     | 22 декабря 2009 | TBA            | 10 эпизодов на 3-х дисках                                       | • Короткометражки «Kyle XY: Future Revealed» и «Glimpse Into Their Future» • Удалённые сцены • Аудиокомментарии сценаристов и продюсеров |

### Саундтрек
Официальный саундтрек к сериалу вышел 22 мая 2007 года, в день выхода первого сезона на DVD.
1. «Hide Another Mistake» — The 88
2. «Nevermind The Phonecalls» — Earlimart
3. «Surround» — In-Flight Safety
4. «I’ll Write The Song, You Sing For Me» — Irving
5. «Wonderful Day» — O.A.R.
6. «Bug Bear» — Climber
7. «Honestly» — Cary Brothers
8. «So Many Ways» — Mates Of State
9. «Middle Of The Night» — Sherwood
10. «Alibis» — Marianas Trench
11. «It’s Only Life» — Кейт Вогель
12. «3 A.M.» — Sean Heyes
13. «Born On The Cusp» — American Analog Set
14. «Will You Remember Me (Lori’s Song)» — Эйприл Мэтсон
15. «Alley Cat (Demo)» — Sherwood (бонус-трек iTunes)

Над музыкальным сопровождением сериала работал Крис Моллер. Майкл Сьюби написал главную тему и большую часть музыкальных партий, но ни одна композиция не попала на официальный саундтрек.

### Книги
В настоящее время существуют два романа писателя Эс. Джи. Уилкенса (англ. S.G. Wilkens), основанных на сериале. Изданный в 2007 году первый, «Kyle XY: Нигде не скрыться» (англ. «Kyle XY: Nowhere To Hide»), описывает первый праздник Хэллоуин Кайла, в то время как второй роман, «Кайл XY: Под радаром» (англ. «Kyle XY: Under The Radar»), касается выборов в президенты школы, в которых Кайл выступает кандидатом — книга вышла в 2008 году.